# Blönduós
Blönduós – miejscowość w północno-zachodniej Islandii, 185 km od Reykjavíku, na wschodnim brzegu fiordu Húnafjörður (część zatoki Húnaflói), u ujścia rzeki Blanda. Przy ujściu znajduje się objęta ochroną wysepka Hrútey.. W 2018 zamieszkiwało ją 821 osób. Jest siedzibą gminy Blönduósbær, którą zamieszkiwało 895 osób. Blönduós położone jest drodze krajowej nr 1. Burmistrzem Blönduós jest Jóna Fanney Friðriksdóttir.
Blönduós jest znane z połowu krewetek i innych skorupiaków. W mieście znajduje się kościół z interesującą architekturą przypominającą wulkaniczny krater. Wszystkie ulice noszą nazwy z Sagi o Egilu.
W Blönduós znajduje się obiekt sportowy Húnaflói, który znany jest z pól golfowych. Znajduje się tutaj również pole namiotowe, biuro informacji turystycznej oraz Muzeum Włókiennictwa (Heimilisiðnaðarsafnið).